# نوردیس-فرایسلن
نوردیس-فرایسلن (به هلندی: Noardeast-Fryslân) یک منطقهٔ مسکونی در هلند است که در فریسلاند واقع شده‌است. نوردیس-فرایسلن ۴۵٬۱۸۱ نفر جمعیت دارد.